# 延安市
延安市，简称延，古称肤施，是中华人民共和国陕西省下辖的地级市，位于陕西省北部。市境南界渭南市、铜川市、咸阳市，西邻甘肃省庆阳市，北达榆林市，东临山西省吕梁市、临汾市。地处黄土高原，白于山、子午岭、崂山、黄龙山等绵延境内。主要河流有北洛河、延河、清涧河、仕望河、汾川河等。全市总面积37,031平方公里，常住人口約227万人，市人民政府驻宝塔区新城街道。延安为国家历史文化名城，1935年红军长征到达陕北后，延安成为中华苏维埃共和国的首都。

## 历史

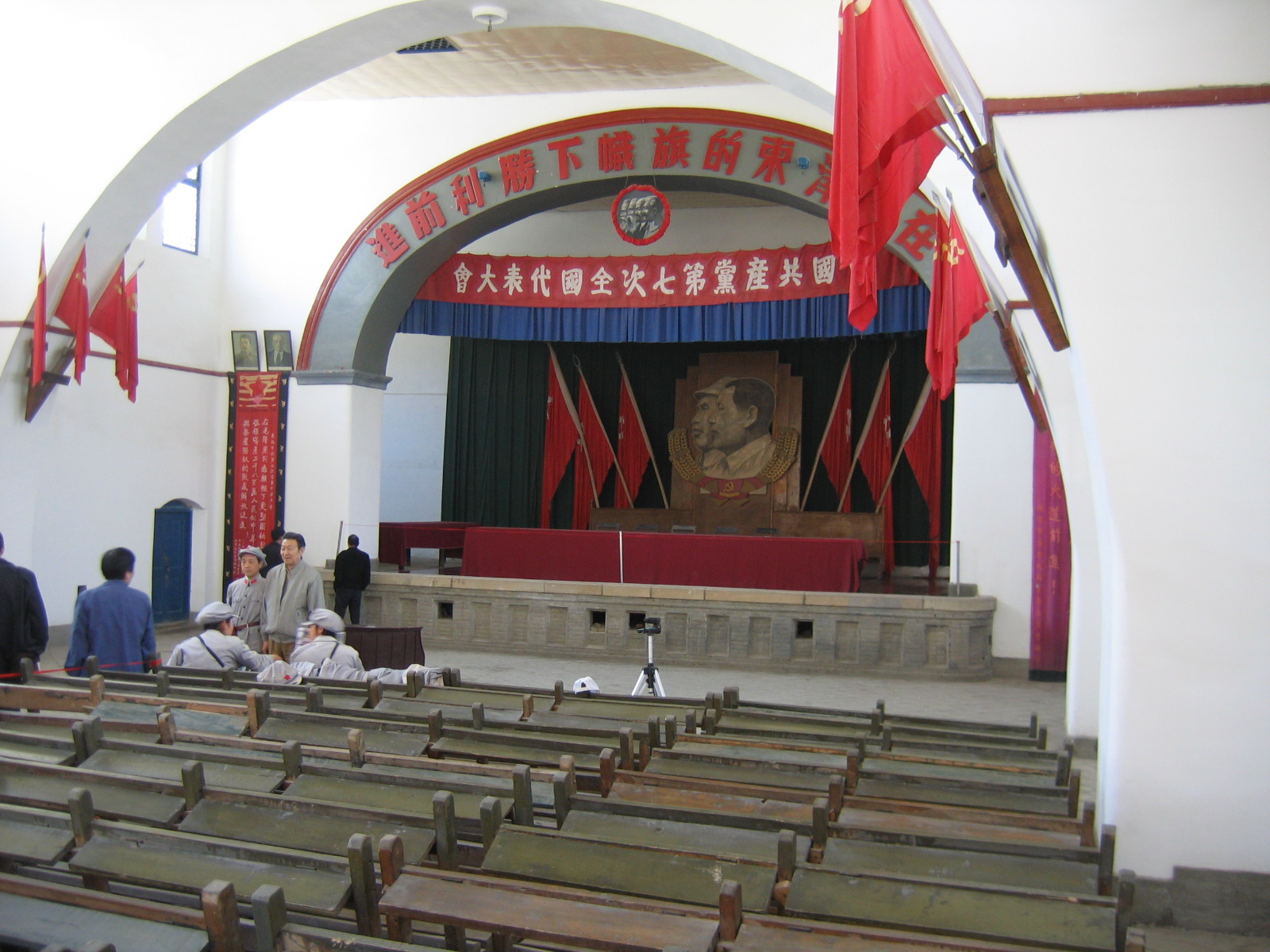
中央大礼堂

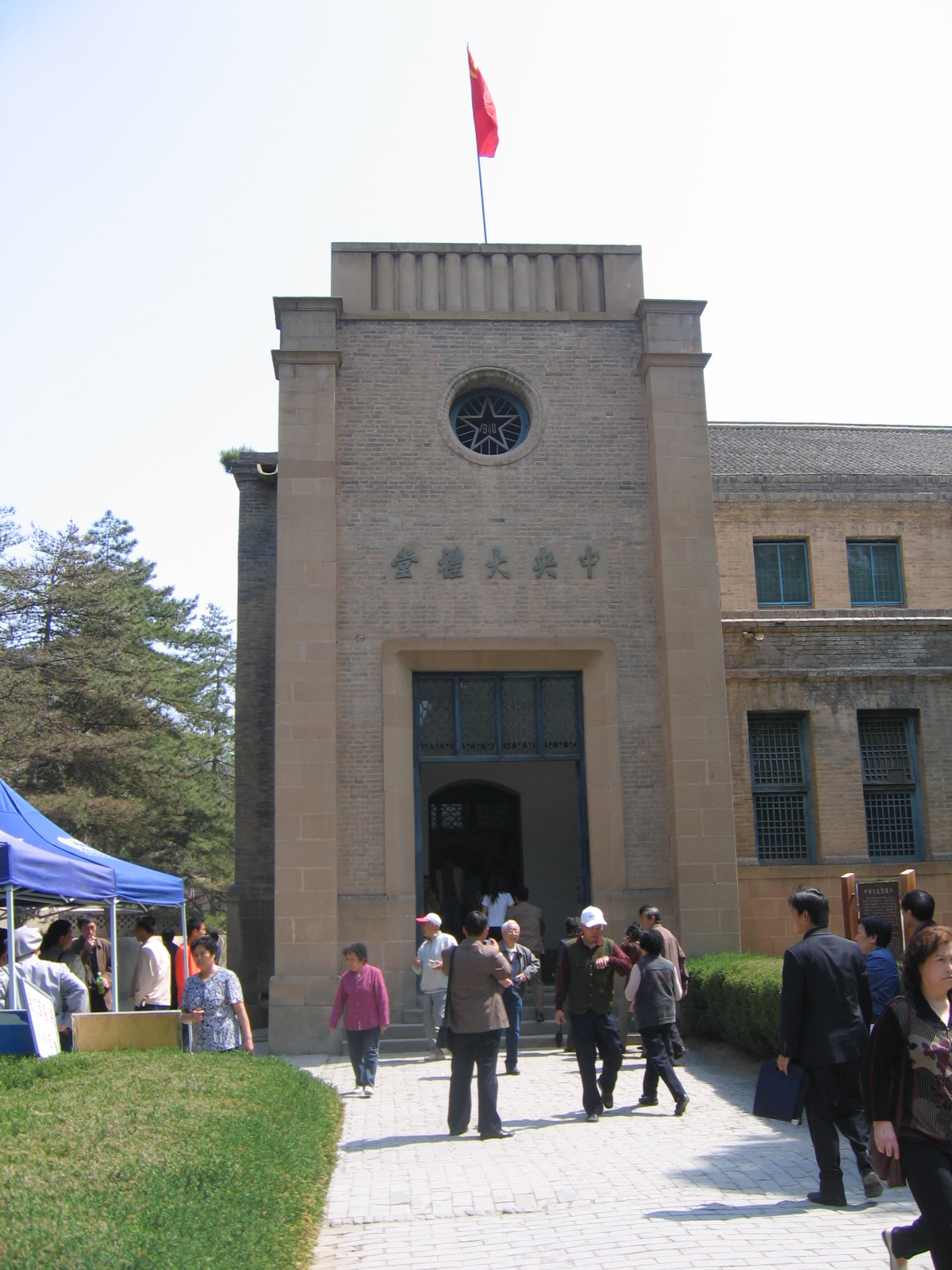
杨家岭中央大礼堂

### 先秦时期
考古发现，距今约3万年左右，延安已有晚期智人“黄龙人”生息。约在前13世纪，延安属独立的方国鬼方之域。商帝武丁曾发动大规模的讨伐鬼方的战争。《周易·既济》载：“高宗伐鬼方，三年克之。”这是迄今所知延安有文字可考的最早的文字记载。
春秋时，延安是白狄部族所居住的地方，这是一个游牧兼狩猎的少数部族。晋公子重耳曾流亡白狄12年，即居住于延安一带。
战国，延安大部属魏国。《史记·秦本纪》载：“魏筑长城，自郑滨洛以北，有上郡”。秦惠文王七年（前300年），秦帅公孙衍败魏军于雕阴（今陕西省甘泉县寺沟河），斩首8万余，俘魏将龙贾；秦惠文王八年，魏纳河西地予秦；十年，魏纳上郡15县（今陕北宜川、延安一带）予秦。延安始属秦。

### 秦、汉时期
秦汉时，延安属上郡（郡治肤施，今榆林市南）。秦昭王时期，秦在延安一带置高奴县，县治在今延安城东尹家沟。这是延安筑城之始，其城垣至今犹存。秦统一六国后，大将蒙恬统兵30万北击匈奴，后又监修长城和秦直道。汉武帝时曾大量移民和屯戍，使陕北等地农业经济空前发展，被誉为“新秦中”（意为富庶如关中）。汉虞诩《奏复三郡疏》有“水草丰美，上宜产牧，牛马衔尾，群羊塞道”的描述。

### 三国、魏、晋、南北朝
三国时，延安为羌胡所据。
东晋义熙三年（407），匈奴铁弗部赫连勃勃建立大夏国。其在延安城东修筑丰林城（今宝塔区李家渠镇周家湾村）。宋代沈括曾考察该城，谓之坚密如石，城不甚厚，但马面极长且密，利于战守，赞叹“赫连之城，深为可法也”。
西魏，设东夏州，领遍城郡、朔方郡、定阳郡、上郡；设北华州，领中部郡、敷城郡。
延州和延安之名始见于《隋书》。《地理志》云：“延安郡，后魏置东夏州，西魏改为延州，置总管府。开皇中，府废统县十一，户五万三千九百三十九。大业三年，在肤施置延安郡。丰林后置魏，曰广武及遍城郡，开皇初郡废，十八年改为丰林。大业初，又并沃野县入焉。魏平后魏置，并立朔方郡，后周废郡，并朔方、和政二县入焉。金、明有治官，有清水、临真，有西魏神木郡、真川县，后周废郡，大业初真川入焉。延川西魏置，曰文安及置文安郡，开皇初，郡废，改县为延川。延安西魏置，又置义乡县，大业中，废义乡入焉。因城后魏置，后周废，寻又置义川。西魏置汾州、义川郡，后改州为丹州；后周改县为丹阳。开皇初，郡废，改县曰义川，又废乐川郡入；大业初，州废，又拔云岩县入焉。汾川旧曰安平，后周改曰汾川。大业初，废门山县入焉。咸宁旧曰永宁，西魏改为太平，开皇中改为咸宁。”另记载，大业二年，延安南部设富城郡，后改为上郡，统县五（洛交、内部、三川、富城、洛川）。

### 唐宋时期
唐武德元年（618）改延安郡为延州总管府，领肤施、丰林、延川三县，管南平、北武、东夏三州；改上郡为富州，领洛交、洛川、三川、伏陆、内部、富城六县。
宋代，属永兴军路，设延州、富州、丹州、坊州。这一时期，宋与西夏战事频繁，宋代名臣庞籍、范雍、韩琦、范仲淹等在此御敌。宋元祐四年（1089），升延州为延安府。

### 金、夏时期
金置彰武军部管府。金、夏在保安军（今志丹县）置榷场互市。

### 元、明、清时期
明末陕北农民爆发大起义，高迎祥、李自成、张献忠等农民领袖纵横延安南北。
清仍设延安府，顺治年间领三州（富州、绥德州、葭州）16县（肤施、安塞、甘泉、安定、保安、宜川、延川、延长、清涧、洛川、中部、宜君、米脂、吴堡、神木、府谷）。雍正年间，三州归省直隶，府领8县（肤施、安塞、甘泉、安定、保安、宜川、延川、延长）。乾隆年间，又增领定边、靖边二县。同治年间，西捻军张宗禹在延安境内反清，左宗棠率湘军入境剿抚。最后一支捻军武装袁大魁部在永宁山被镇压，捻军运动在中国最后失败。
清末，清政府设延长石油官厂，在延长县钻成中国大陆上第一口油井。

### 中華民國大陸時期
民国2年（1913），延安属榆林道。民国17年（1928），撤道，各县由省直辖。民国24年（1935），9月，延安南北各县分属国民政府陕西省第三、第二行政督察区。1944年，陕西省第三行政督察专员公署驻洛川，初领洛川、甘泉、宜川、富县、中部、宜君6县，后领洛川、黄陵（1944年由中部县改称）3县及黄龙设治局。1948年3月－4月，人民解放军相继攻佔第三行政督察区所辖各县。
1926年初，李象九、谢子长等创建中共宜川军队第一、第二特别支部；春夏，陕西省立第四中学（延安）建立中共延安特别支部。是为延安最早的中共地方组织。20世纪30年代，刘志丹、谢子长等在延安境内开展武装斗争，创建陕甘边和陕北两个革命根据地。1935年11月，称陕甘省和陕北省。
1935年10月，中央红军长征到达吴起镇。抗日战争爆发后，第二次国共合作达成，1937年9月，陕甘宁边区成立，10月，成立延安市政府，直隶于边区政府。1942年始置吴旗县，属三边分区。同年11月，设延属分区，1月成立行政督察专员公署，辖延安市及延安、富县、甘泉、志丹、安塞、子长、延川、延长、固临10县（市）。
国共内战爆发后，1947年3月，延安被国民政府攻占，1948年4月被共产党西北野战军收复。1948年1月，陕甘宁边区设黄龙分区，辖洛川、黄陵、宜君、宜川、黄龙等10县；次年2月，增辖富县。1949年5月，撤延属分区，设陕北行政区，卫北行政公署驻延安，辖榆林、三边、绥德、黄龙4个分区及延安、延长、延川、子长、安塞、志丹、甘泉7个直属县。

### 中华人民共和国时期

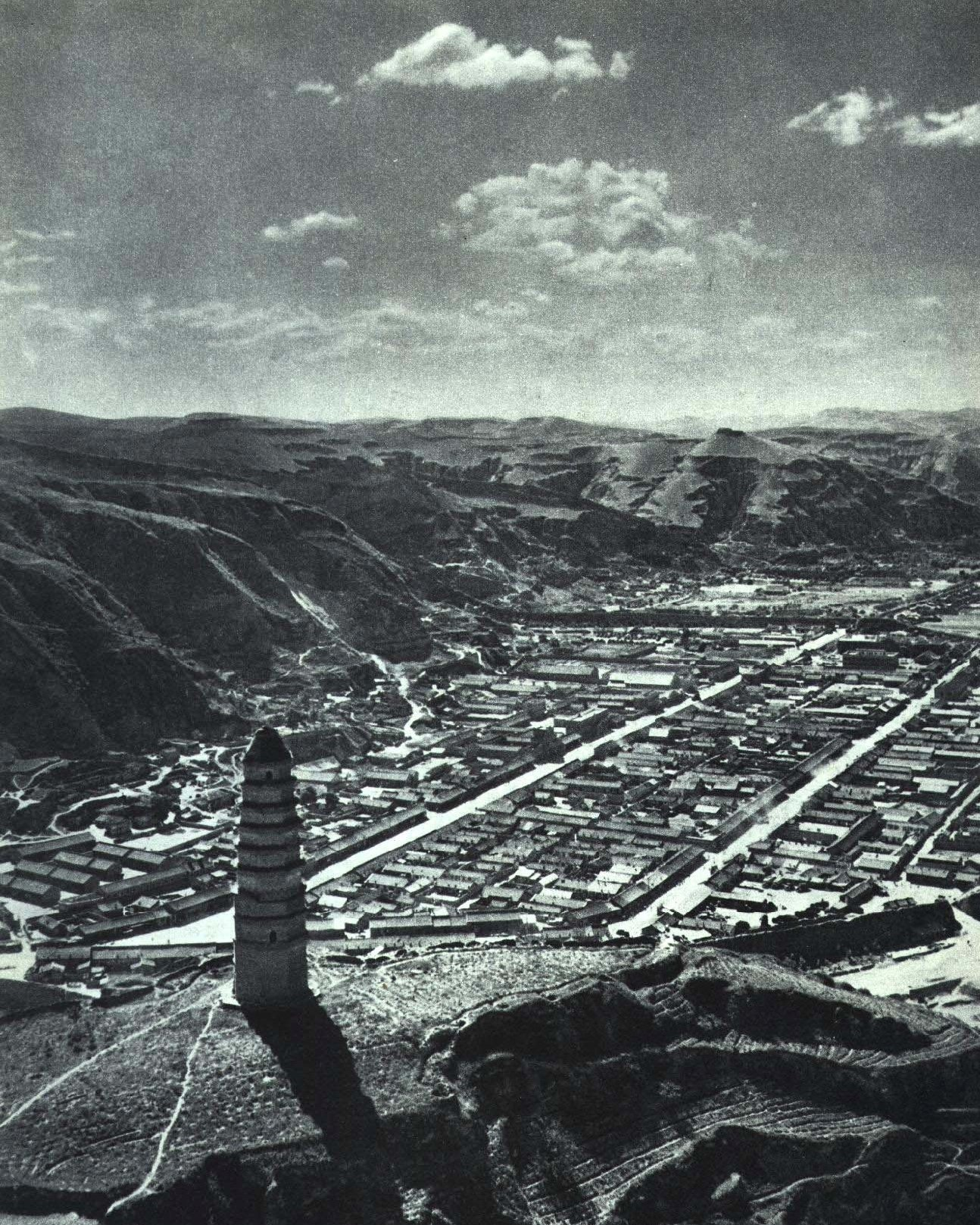
1964年延安

1950年5月，撤销陕北行政公署，成立陕西省延安分区行政督察专员公署，辖延安、延长、安塞、志丹、吴旗、甘泉、富县、洛川、宜川、黄陵、宜君、黄龙12县。同年10月，改称陕西省人民政府延安专员公署。
1955年5月，又改称陕西省延安专员公署。1956年10月，延川、子长划归延安专区。1964年，鄜（fū）县改称富县。
1968年8月18日，成立延安专区革命委员会。次年9月，延安专区改称延安地区。
1970年，延安县析置延安城区（县级）。
1972年，延安城区改称延安市。全区辖1市14县。
1975年8月，延安县并入延安市。
1978年，延安地区革命委员会撤销，延安地区行政公署成立。
1983年9月9日，国务院国函字187号批复：宜君县划归铜川市。
1996年11月5日，国务院国函84号批复：1．撤销延安地区和县级延安市，设立地级延安市，市人民政府驻新设立的宝塔区。2．延安市设立宝塔区，以原县级延安市的行政区域为宝塔区的行政区域。3．延安市辖原延安地区的安塞县、黄陵县、延长县、志丹县、洛川县、延川县、甘泉县、黄龙县、子长县、富县、宜川县、吴旗县12个县以及新设立的宝塔区。
2005年10月18日，陕西省人民政府（陕政函（2005）128号）批复：延安市吴旗县更名为吴起县。
2016年6月，《国务院关于同意陕西省调整延安市部分行政区划的批复》（国函〔2016〕104号）：同意撤销安塞县，设立延安市安塞区，以原安塞县的行政区域为安塞区的行政区域，安塞区人民政府驻真武洞街道真武街1号。

## 地理
延安位于陕西省北部，介于北纬35°21′~37°31′，东经107°41′~110°31′之间,黄土高原的中南地区，西安以北371公里。北连榆林，南接关中咸阳、铜川、渭南三市，东隔黄河与山西临汾、吕梁相望，西邻甘肃庆阳。全市总面积3.7万平方公里，地势西北高，东南低，平均海拔1000米。黄土高原生态环境比较脆弱，是水土流失严重的地区。自1999年起，延安市推进实施退耕还林政策，使森林覆盖率从中华人民共和国成立时的不足10%，提升到2017年的46.35%，令当地生态明显好转。2016年，延安市被评为“国家森林城市”。

### 地形地貌
延安位于黄河中游，属黄土高原丘陵沟壑区。延安地貌以黄土高原、丘陵为主。地势西北高东南低，平均海拔1200米左右。北部的白于山海拔1600～1800米，最高点在吴起县五谷城乡的白于山顶，海拔1809.8米；最低点在宜川县集义乡猴儿川，海拔388.8米，相对高差1421米。北部以黄土梁峁、沟壑为主，占全区总面积72%；南部以黄土塬沟壑为主，占总面积19%；全区石质山地占总面积9%。西部子午岭，南北走向，构成洛河与泾河的分水岭，是高出黄土高原的基岩山地之一，海拔1500～1600米，主峰1687米；东部黄龙山，大致呈南北方向延伸，海拔1500米，主峰（大岭）海拔1788.7米；中部劳山，呈西北——东南走向，平均海拔1400米，主峰（大墩梁）海拔1464米。黄龙山和劳山统称为梁山山脉，形成延安地区地形的骨架。

### 气候
延安处于内陆半干旱地区，属高原大陆性季风气候，四季分明、日照充足、昼夜温差大。年均无霜期170天；年均气温7.7℃—10.6℃；年均降水量500毫米左右。
| 1971–2000年间延安市的平均气象数据 | 1971–2000年间延安市的平均气象数据 | 1971–2000年间延安市的平均气象数据 | 1971–2000年间延安市的平均气象数据 | 1971–2000年间延安市的平均气象数据 | 1971–2000年间延安市的平均气象数据 | 1971–2000年间延安市的平均气象数据 | 1971–2000年间延安市的平均气象数据 | 1971–2000年间延安市的平均气象数据 | 1971–2000年间延安市的平均气象数据 | 1971–2000年间延安市的平均气象数据 | 1971–2000年间延安市的平均气象数据 | 1971–2000年间延安市的平均气象数据 | 1971–2000年间延安市的平均气象数据 |
| 月份                              | 1月                               | 2月                               | 3月                               | 4月                               | 5月                               | 6月                               | 7月                               | 8月                               | 9月                               | 10月                              | 11月                              | 12月                              | 全年                              |
| --------------------------------- | --------------------------------- | --------------------------------- | --------------------------------- | --------------------------------- | --------------------------------- | --------------------------------- | --------------------------------- | --------------------------------- | --------------------------------- | --------------------------------- | --------------------------------- | --------------------------------- | --------------------------------- |
| 平均高温 °C（°F）                 | 2.2 (36.0)                        | 5.6 (42.1)                        | 11.9 (53.4)                       | 20.2 (68.4)                       | 25.3 (77.5)                       | 28.7 (83.7)                       | 29.7 (85.5)                       | 28.2 (82.8)                       | 23.3 (73.9)                       | 17.6 (63.7)                       | 10.3 (50.5)                       | 3.9 (39.0)                        | 17.2 (63.0)                       |
| 平均低温 °C（°F）                 | −11.0 (12.2)                      | −7.2 (19.0)                       | −1.0 (30.2)                       | 5.4 (41.7)                        | 10.6 (51.1)                       | 14.9 (58.8)                       | 17.8 (64.0)                       | 16.7 (62.1)                       | 11.4 (52.5)                       | 4.8 (40.6)                        | −2.2 (28.0)                       | −8.6 (16.5)                       | 4.3 (39.7)                        |
| 平均降水量 mm（）                 | 3.0 (0.12)                        | 5.0 (0.20)                        | 17.6 (0.69)                       | 26.3 (1.04)                       | 41.7 (1.64)                       | 67.7 (2.67)                       | 112.1 (4.41)                      | 117.5 (4.63)                      | 68.0 (2.68)                       | 35.0 (1.38)                       | 13.6 (0.54)                       | 3.2 (0.13)                        | 510.7 (20.13)                     |
| 平均降水天数（≥ 0.1 mm）          | 2.2                               | 3.2                               | 5.2                               | 6.2                               | 7.5                               | 9.0                               | 13.3                              | 11.8                              | 10.2                              | 7.1                               | 3.8                               | 2.1                               | 81.6                              |
| 平均相對濕度（％）                | 53                                | 52                                | 54                                | 48                                | 51                                | 59                                | 70                                | 74                                | 74                                | 69                                | 63                                | 57                                | 60                                |
| 月均日照時數                      | 194.3                             | 172.7                             | 194.3                             | 220.7                             | 247.1                             | 239.5                             | 222.1                             | 212.9                             | 183.4                             | 190.4                             | 185.2                             | 185.9                             | 2,448.5                           |
| 可照百分比                        | 64                                | 57                                | 53                                | 56                                | 57                                | 55                                | 50                                | 51                                | 49                                | 55                                | 60                                | 62                                | 55                                |
| 来源：中国气象局                  |                                   |                                   |                                   |                                   |                                   |                                   |                                   |                                   |                                   |                                   |                                   |                                   |                                   |

## 政治

### 现任领导
| 机构     | · 中国共产党 · 延安市委员会 | 延安市人民代表大会 常务委员会 | 延安市人民政府 | · 中国人民政治协商会议 · 延安市委员会 |
| 职务     | 书记                        | 主任                          | 市长           | 主席                                  |
| -------- | --------------------------- | ----------------------------- | -------------- | ------------------------------------- |
| 姓名     | 蒿慧杰                      | 王军营                        | 空缺           | 杨光远                                |
| 民族     | 汉族                        | 汉族                          |                | 汉族                                  |
| 籍贯     | 河南省中牟县                | 陕西省富平县                  |                | 陕西省汉中市南郑区                    |
| 出生日期 | 1968年10月（56歲）          | 1968年9月（56歲）             |                | 1970年1月（55歲）                     |
| 就任日期 | 2023年1月                   | 2022年3月                     |                | 2022年3月                             |

### 历任领导
| 市委书记 - 高宜新（1997年1月－2001年2月） - 王侠（2001年2月－2006年5月） - 李希（2006年5月－2011年5月） - 姚引良（2011年5月－2015年6月） - 徐新荣（2015年6月－2021年1月） - 赵刚（2021年1月－2023年1月） - 蒿慧杰（2023年1月－） | 市长 - 周万龙（1997年1月－1999年7月） - 王侠（1999年7月－2001年2月） - 张社年（2001年4月－2005年9月） - 陈强（2005年9月－2011年1月） - 梁宏贤（2011年1月－2016年10月） - 薛占海（2016年10月－2022年3月） - 严汉平（2022年3月－2025年7月） |

### 行政区划
延安市下辖2个市辖区、10个县，代管1个县级市。
- 市辖区：宝塔区、安塞区
- 县级市：子长市
- 县：延长县、延川县、志丹县、吴起县、甘泉县、富县、洛川县、宜川县、黄龙县、黄陵县

## 人口
2022年末，全市常住人口226.76万人，城镇化率61.97%；人口自增率0.06‰，出生率6.11‰，死亡率6.05‰。 
根据2020年第七次全国人口普查，全市常住人口为2,282,581人。同第六次全国人口普查的2,187,009人相比，十年共增加了95,572人，增长4.37%，年平均增长率为0.43%。其中，男性人口为1,192,560人，占总人口的52.25%；女性人口为1,090,021人，占总人口的47.75%。总人口性别比（以女性为100）为109.41。0－14岁的人口为481,349人，占总人口的21.09%；15－59岁的人口为1,445,797人，占总人口的63.34%；60岁及以上的人口为355,435人，占总人口的15.57%，其中65岁及以上的人口为235,166人，占总人口的10.3%。居住在城镇的人口为1,400,750人，占总人口的61.37%；居住在乡村的人口为881,831人，占总人口的38.63%。

### 民族
全市常住人口中，汉族人口为2,280,330人，占99.90%；各少数民族人口为2,251人，占0.10%。与2010年第六次全国人口普查相比，汉族人口增加94,828人，增长4.34%，占总人口比例下降0.03个百分点；各少数民族人口增加744人，增长49.37%，占总人口比例增加0.03个百分点。

## 交通

### 航空
延安二十里堡机场始建于1936年1月，由原国民党东北军张学良、17路军杨虎城所部修建，西安事变后被红军接管。延安机场是中国共产党整修和使用管理的第一个红色机场。1958年10月1日，中国民用航空延安航空站在原东关机场成立并正式开通延安-西安航班，延安机场是陕西省内继西安之后第二个建站并开通民用航班的机场。
2009年，国务院、中央军委批复迁建工程立项，8月28日机场迁建工程试验段开工建设。新机场仍将按照军用二级、民航4C级标准建设，计划修建一条长2800米、宽45米的跑道，一条平行的滑行道，满足B737、A320系列飞机全载使用要求。
2018年11月8日零时起，延安南泥湾机场正式启用，延安二十里堡机场原来开通的所有航班全部转至延安南泥湾机场执行。
延安南泥湾机场现已开通延安至北京、西安、上海、重庆、厦门、广州、青岛、沈阳、杭州、南京、深圳、海口、天津等地的航线，使延安机场成为西北地区唯一与三大枢纽机场通航的支线机场。

### 铁路
延安站始建于1992年，是包西铁路上的重要车站之一，由西安铁路局管辖的二等车站。主要办理旅客乘降；行李、包裹托运、整车、零担、集装箱货物发到；办理整车货物承运前保管；不办理整车爆炸品及一级氧化剂发到。延安站现已有发往西安、神木、宝鸡、榆林、太原、石家庄、上海、天津、北京、齐齐哈尔、成都等方向的近30趟列车。2012年，延安至西安北动车开通，成为陕北地区首列动车组列车，延安至西安2小时15分即可到达。
延安北站隶属于西安铁路局，原有既有线9股道，机务段1处，货物线2条，粮库专用线、卸油线、延长油库专用线、长庆油田专用线、救援列车停留线各1条。2011年包西线全线开通后，站线股道有效长由850米延长至1050米，换装信号联锁设备。

### 公路
延安市有以下公路：西延高速公路是横跨中国黄土高原地区的第一条高速公路，南起西安绕城高速公路吕小寨立交，途经西安、咸阳、铜川、延安、三原、宜君、黄陵、洛川、富县、甘泉，止于延安市西北的河庄坪，全长299.85公里。全线共有22座隧道（单洞），隧道总长27公里，是世界罕见的黄土隧道群；各式桥梁369座，其中洛河特大桥高达152.9米，被称为“亚洲第一高墩大桥”；沿线设有收费站9处、服务区5处，配备有完善的交通、通讯及收费系统等设施。
延西高速公路起于西安绕城高速公路吕小寨立交，止于延安市宝塔区枣园立交，全长305公里，于2016年9月28日全线建成通车。
延志吴高速公路东起延安市安塞县沿河湾镇，通过沿河湾枢纽立交与包茂高速相接，向西途经安塞县招安镇、王窑乡，志丹县杏河镇、保安镇、顺宁镇、纸坊乡、金丁镇，吴起县薛岔乡，止于吴起镇走马台，全长109.846公里。于2008年12月开工建设，2013年12月19日建成通车，是陕西省2013年建成通车里程最长的高速公路。
延延高速公路起于延安市安塞县马家沟，设枢纽立交与包茂高速公路相接，途径安塞县、宝塔区、延长县、延川县的14个乡镇，止于陕西省延川县延水关镇刘家畔，并跨越黄河与山西省霍州－永和高速公路相接。项目建设里程115.931公里（含黄河大桥1.076公里），采用双向四车道高速公路标准，其中，马家沟至姚店段、延川至陕晋界段设计速度80公里/小时，路基宽度24.5米；姚店至延川段设计速度100公里/小时，路基宽度26米。项目总投资估算106.2亿元人民币，于2012年11月16日举行开工典礼，12月28日正式开工建设，预计2015年建成通车。

### 市内交通

#### 公交
延安市区大多数公交车为空调车，实行全程单一票价，普通车采用壹元一票制（29路除外，为贰元一票制），空调车采用贰元一票制，K302路采用伍元一票制，机场巴士采用贰拾元一票制。

#### 出租车
延安的出租车运营公司有神州集团和延运集团，延安的出租车的起步价为7元，公里租价为1元/公里。

## 文化

### 媒体
延安广播电视台成立于2001年7月，现有社会综合频道、公共频道共2个电视频道以及新闻综合广播、交通音乐广播2个广播频道。隶属于延安日报报业集团的《延安日报》则是中共延安市委的机关报。

## 名胜
- 壶口瀑布：黄河上最著名的瀑布。
- 黄帝陵：黄帝的陵墓。
- 宝塔山：初创于唐代宗大曆年间，有延安宝塔、宝塔山摩崖石刻等。
- 枣园、杨家岭、王家坪、南泥湾等中共中央在陕北时的遗迹。

### 全国重点文物保护单位
- 延安革命遗址
- 黄帝陵
- 瓦窑堡革命旧址
- 钟山石窟
- 延一井旧址
- 洛川会议旧址
- 石泓寺石窟
- 万安禅院石窟
- 吴旗革命旧址
- 保安革命旧址
- 龙王辿遗址
- 杨家坟山遗址
- 秦直道遗址延安段
- 铁边城遗址
- 开元寺塔
- 柏山寺塔
- 福严院塔
- 万凤塔
- 清凉山万佛洞石窟及琉璃塔